# Accotement
Pour les articles homonymes, voir Accotement (homonymie).
Un accotement est la partie d'une route située entre la limite de la chaussée, au sens géométrique, et le début du talus de remblai ou de déblai, ou en d'autres termes la zone s'étendant de la limite de la chaussée à la limite de la plate-forme.
Les accotements, stabilisés ou non, ne font pas partie de la chaussée mais des dépendances routières.

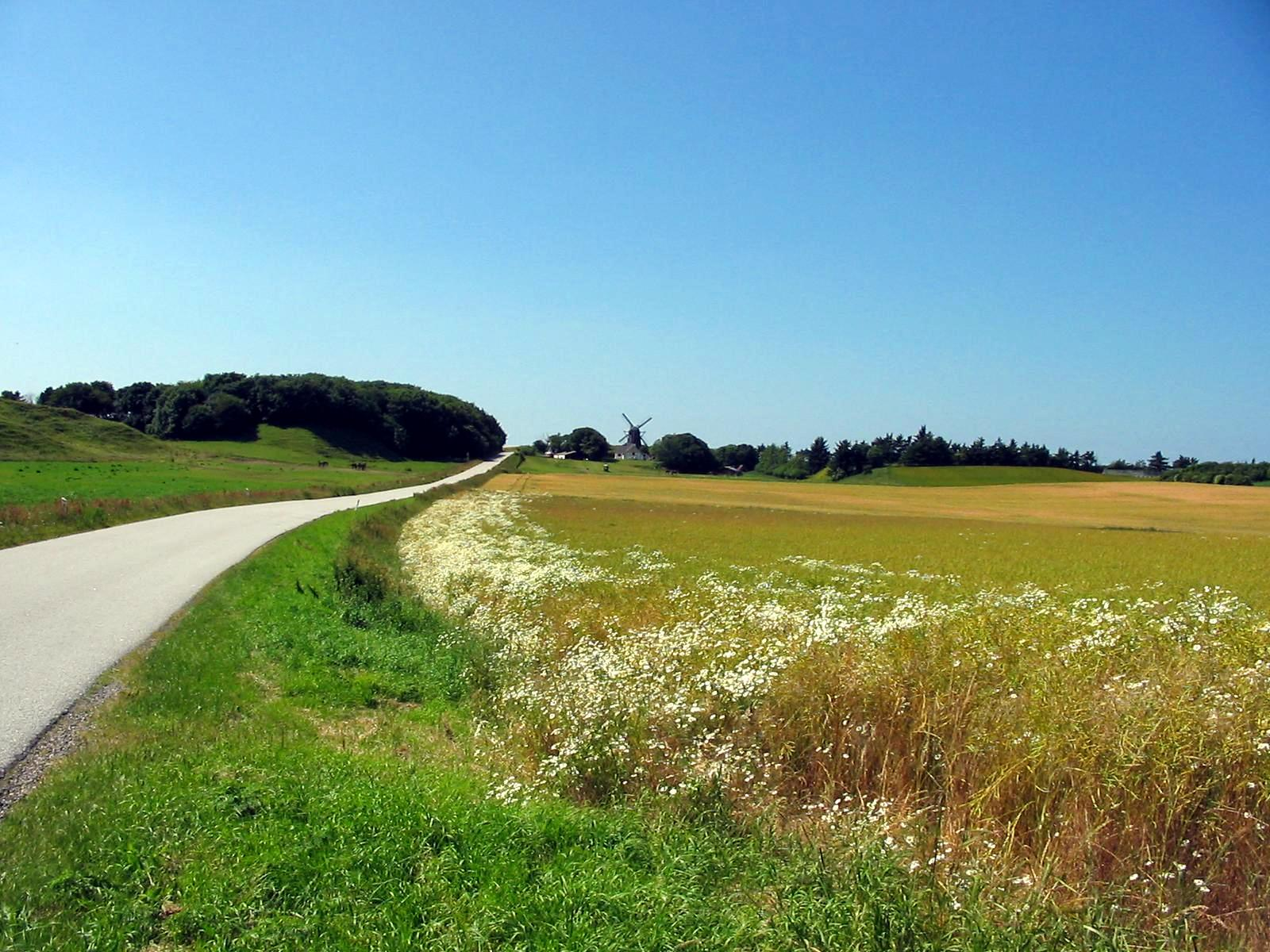
Accotement enherbé sur une route du Danemark

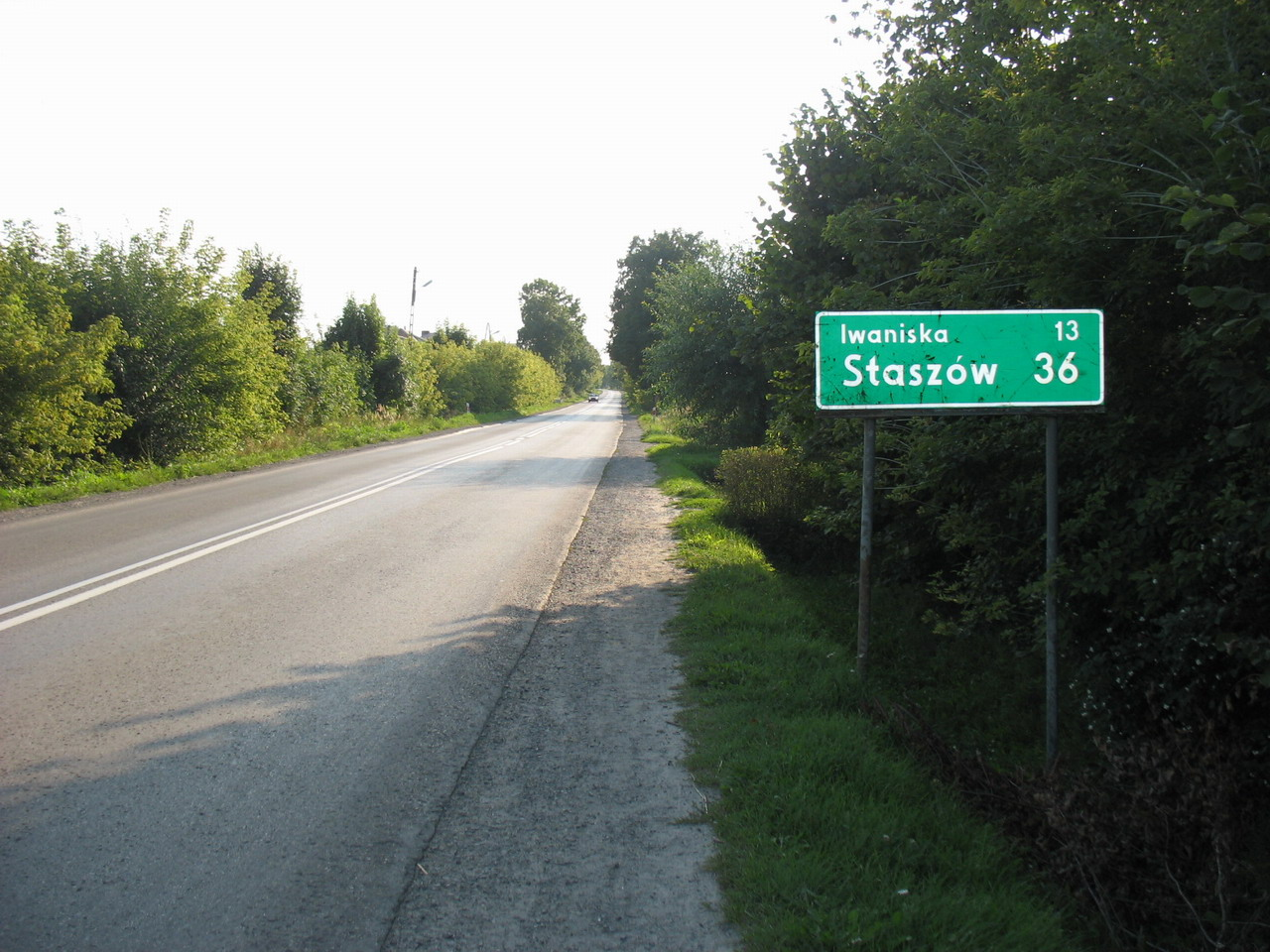
Accotement avec bande dérasée (stabilisée) très étroite en Pologne

## Terminologie
En synthèse, les termes suivants sont apparentés au terme accotement :
- accotement stabilisé : partie ou totalité de l’accotement dont la structure a été renforcée pour permettre de supporter la charge occasionnelle d'un véhicule. Ce terme désigne également au Québec à la fois la bande dérasée et la bande d'arrêt d'urgence[2] ;
- accotement enherbé : tout accotement qui n’a pas été revêtu, qu’il soit stabilisé ou non. Une structure stabilisée non revêtue s’enherbe en effet très rapidement et donne l’illusion d’un accotement non stabilisé ;
- accotement revêtu : tout partie d’accotement qui a reçu un revêtement d'étanchéité : revêtement bitumineux de type enrobés ou enduit gravillonné, ou bien béton ;
- accotement meuble : tout accotement ou partie d’accotement dont la portance est insuffisante pour supporter la charge d’un véhicule à l’arrêt. Un accotement stabilisé enherbé n’est par définition pas meuble. De même un accotement non stabilisé mais qui s’est consolidé dans le temps, comme ceux de nombreuses anciennes routes rurales, peut très bien ne pas être meuble ;
- bande d’arrêt : ce terme est souvent donné pour bande dérasée ;
- accotement dénivelé : accotement dont le niveau d’arase est supérieur ou inférieur au niveau de la chaussée. Une trop grande dénivellation peut être dangereuse ;
- zone d'immobilisation : ce terme désigne, en Belgique, la bande dérasée[3].

## Structure des accotements

### Routes de rase campagne à faible trafic

Accotement de rase-campagne sans partie stabilisée

Sur les routes de rase campagne supportant un faible trafic et de conception ancienne, l’accotement n’est en général ni revêtu, ni stabilisé. Sa structure est constituée de matériaux de remblais non issus de carrière et revêtus de terre végétale. Ce type d’accotement est enherbé, sans pour autant qu’il ait été engazonné lors de sa création, l’herbe poussant naturellement. 
Bien qu’il ne soit pas stabilisé, ce type d’accotement peut malgré tout supporter l’arrêt d’un véhicule léger qui s’y arrêterait en urgence. Pour les routes anciennes, les matériaux constitutifs se consolident en effet souvent avec le temps et acquièrent une certaine portance permettant de supporter la charge d’un véhicule léger,  voire lourd.
Si ces accotements contiennent trop de matériaux argileux, la consolidation ne peut pas s’effectuer et les accotements restent meubles, particulièrement en cas de pluie. Devant de tels accotements, le gestionnaire de la voirie doit informer l’usager de la voirie avec un panneau de signalisation temporaire indiquant le caractère meuble de l’accotement et donc le danger qu’il y aurait à procéder à une manœuvre d’arrêt dessus.

### Routes à moyen et fort trafic

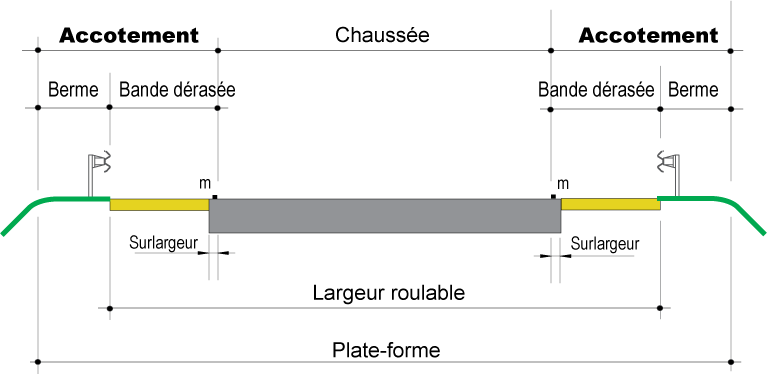
Accotement de rase-campagne sans partie stabilisée

Sur les routes à moyens et fort trafic, une partie de l’accotement est stabilisée, c’est-à-dire renforcée pour pouvoir supporter des charges occasionnelles lourdes roulantes ou à l’arrêt. Cette bande est communément appelée accotement stabilisé et, sur le plan technique, bande dérasée.
Sur le plan technique, l’accotement comprend ainsi en général deux parties :
- la bande dérasée, est souvent appelée accotement stabilisé ou bande d’arrêt et quelquefois bande d’arrêt d’urgence (improprement car ce terme est usuellement réservé aux bandes dérasées sur autoroutes). Elle a une structure similaire à celle de la chaussée et permet de supporter un véhicule procédant à une manœuvre d’évitement ou bien à un arrêt d’urgence. La bande dérasée peut être stabilisée ou revêtue. Sur les routes à chaussées séparées, on distingue bande dérasée de droite et bande dérasée de gauche ;
- la berme, qui est constituée de matériaux terreux et n’a pas la cohésion ni la portance suffisante pour supporter un véhicule.

### Autoroutes
La bande dérasée de droite d’une autoroute dans les pays dont la circulation est à droite, est dimensionnée non seulement pour recevoir un véhicule s’arrêtant, mais aussi pour permettre la circulation des véhicules de secours, d’entretien ou d’exploitation. Elle est alors appelée en Europe francophone bande d'arrêt d'urgence.
Au Québec, le terme de bande d’arrêt d’urgence n’est pas employé de manière usuelle. Le terme de accotement stabilisé y est préféré, même dans le cas des autoroutes. Le terme de bande d’arrêt d’urgence est toutefois rencontré dans de nombreuses[réf. nécessaire] publications techniques.

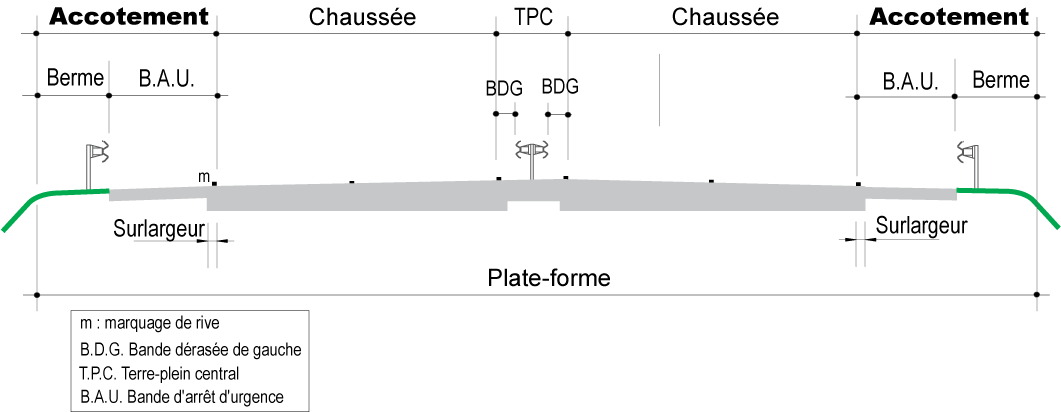
Accotement sur autoroute

## Largeur de l’accotement

### Largeur hors-tout
Sauf circonstances particulières comme les routes en relief difficile ou disposant de peu d’emprise, il est souhaitable que la largeur de l’accotement ne soit pas inférieure à 1,50 m.

### Largeur de la bande dérasée
La bande dérasée doit permettre l’arrêt d’un véhicule. Selon le trafic supporté par la voie principale, on peut admettre un empiètement plus ou moins grand sur la chaussée.

#### Aux États-Unis
On considère que pour s’arrêter dans des conditions sécurisées sur l’accotement, l’espace entre le véhicule arrêté et la bande de roulement doit être au moins de 0,30 m et de manière préférable 0,60 m. Ceci a conduit à adopter des bandes dérasées d’une largeur de 3 m lorsque les conditions le permettent. Une largeur de 0,60 m est considérée comme un minimum absolu lorsque les conditions d’espace sont insuffisantes et pour les routes à très faible trafic. Une largeur de 1,8 à 2,4 m de la bande dérasée sera préférée dans la plupart du temps.
Les routes ou autoroutes très circulées et supportant un important trafic de poids lourds auront de préférence des bandes dérasées revêtues d’une largeur minimale de 3 m et de préférence 3,60 m. Néanmoins les bandes dérasées d’une largeur supérieure à 3 m peuvent inciter les automobilistes à les emprunter comme une voie de roulement usuelle.
Lorsque l’on veut aménager une bande cyclable sur l’accotement, une largeur minimale de 1,60 m de la bande dérasée est recommandée.

#### En France
La bande dérasée est généralement de largeur de 2 m (minimum 1,75 m) pour les routes multifonctionnelles (de types R) et de 2,5 m pour les routes de transit (de type T).

### Largeur de la bande d’arrêt d’urgence

#### En France
Elle est constituée à partir du bord géométrique de la chaussée d’une surlargeur de chaussée qui porte le marquage en rive, puis d’une partie dégagée de tout obstacle, revêtue et apte à accueillir un véhicule lourd en stationnement. Aucune dénivellation ne doit exister entre la chaussée et la B.A.U. Sa largeur est de 2,50 m, ou de 3,00 m lorsque le trafic poids lourd excède 2 000 v/j (deux sens confondus).

## Domanialité en France
Les accotements constituent une dépendance de la voie publique dans le sens où, même s’ils ne sont normalement pas affectés à la circulation elle-même, ils y participent. Ainsi les accotements font partie du domaine public.
De ce fait, tous travaux effectués sur accotement en dehors des travaux liés à la route proprement dite doivent faire l’objet d’une demande d’autorisation auprès du gestionnaire de la voie concernée.

## Gestion et entretien
Les accotements non revêtus, qu’ils soient stabilisés ou non, s’enherbent voire se boisent rapidement. L’herbe, lorsqu’elle est haute dans les virages ou aux abords d'une intersection peut constituer une gêne voire masquer la visibilité et diminuer la perception qu’ont les usagers de la route et de son environnement. Elle doit donc être coupée régulièrement.
Cette herbe n’est généralement pas ramassée et contribue à nourrir l’accotement dont l’épaisseur augmente dès lors. À partir d’une certaine hauteur, deux inconvénients apparaissent :
- l'accotement perd sa fonction d’arrêt d’urgence ;
- l'accotement peut devenir dangereux pour un usager souhaitant s’arrêter, en lui faisant perdre le contrôle de son véhicule ;
- l'eau de ruissellement ne s’écoule plus ou mal sur l’accotement et s’écoule le long de la chaussée, pouvant occasionner des risques d’accidents ;
- le milieu tend à s'eutrophiser au détriment de la biodiversité.

Au-delà d’une certaine hauteur par rapport à la chaussée (10 cm en général), on doit alors procéder :
- à la réalisation de saignées dans l’accotement pour permettre un bon écoulement de l’eau ;
- à un dérasement de l’accotement, c’est-à-dire à un nivellement de celui-ci et une évacuation des matériaux.

### Fauchage
Dans les pays tempérés, l’opération se fait en deux temps :
- un fauchage de sécurité de fin juin début juillet. Il a pour fonction essentielle de rabattre la hauteur des herbes de façon à dégager la visibilité dans les courbes et les carrefours ou accès riverains. Il doit donc se réaliser avant que cette hauteur ne compromette la visibilité mais suffisamment tard pour qu’une repousse ne contraigne pas à recommencer avant l’automne.
- un fauchage d’automne, où l’accotement mais aussi les bords de fossés sont fauchés.

Dans les pays tropicaux, l’entretien des accotements peut nécessiter jusqu’à 4 passes par an.
Le fauchage raisonné des accotements atténue les effets négatifs de l'entretien sur la biodiversité faunistique et floristique.

### Débroussaillage
Pour évacuer les buissons et autres plantes ligneuses qui peuvent pousser en bordure de talus, un débroussaillage est réalisé en hiver.

Ce débroussaillage peut être fait :
- manuellement, à la faux, ou à la débroussailleuse à fil,
- mécaniquement, à l’aide d’un tracteur équipé d’une épareuse.

Les produits de débroussaillage doivent être évacués. Le volume des déchets produits peut être réduit grâce à un broyeur.

### Désherbage chimique
Le désherbage chimique a été très pratiqué des années 1980 aux jusqu'au début des années 1990, et il peut encore être envisagé sur certains accotements lorsque certaines plantes persistent (espèces invasives). Ce type d’activité est de plus en plus réglementé quant aux produits à employer pour éviter toute atteinte à l’environnement. Les pesticides utilisés doivent être homologués pour cet usage.

### Dérasement
Le dérasement d’accotement consiste à remettre à niveau un accotement en enlevant les matériaux excédentaires par rapport au niveau de la chaussée. Il est réalisé soit manuellement, soit mécaniquement à l’aide d’une pelle mécanique ou d’une niveleuse.

### Délignement
Le délignement d’accotement permet de redonner un alignement au bord de chaussée. Comme pour le dérasement, il est réalisé soit manuellement, soit mécaniquement à l’aide d’une pelle mécanique ou d’une niveleuse.

### Gestion différentiée
Il s'agit d'une gestion plus attentive à la biodiversité et au contexte écopaysager ou à l'écopotentialité du site, et en particulier à la flore sauvage, aux arthropodes (insectes pollinisateurs notamment), aux oiseaux, mammifères et amphibiens, écotone avec les milieux riverains (notamment quand il s'agit de prairies, landes et boisement, ou de continuités écologiques, tout en veillant à ne pas favoriser les espèces invasives qui profitent souvent des travaux sur les bords de route pour coloniser de nouveaux milieux. 

Dans ce cadre une attention est parfois aussi portée à la pollution lumineuse et au phénomène de roadkill que l'on cherche alors à réduire.